# Olympische Jugend-Sommerspiele 2010/Teilnehmer (Vereinigte Staaten)
| Gelbes Symbol für Goldmedaillen mit stilisierten Olympischen Ringen | Graues Symbol für Silbermedaillen mit stilisierten Olympischen Ringen | Braundes Symbol für Bronzemedaillen mit stilisierten Olympischen Ringen |
| ------------------------------------------------------------------- | --------------------------------------------------------------------- | ----------------------------------------------------------------------- |
| 4                                                                   | 9                                                                     | 8                                                                       |

Die Jugend-Olympiamannschaft der Vereinigten Staaten für die I. Olympischen Jugend-Sommerspiele vom 14. bis 26. August 2010 in Singapur bestand aus 82 Athleten. Fahnenträgerin bei der Eröffnungsfeier war die Speerwerferin Hannah Carson.

## Athleten nach Sportarten

### Badminton
| Mädchen - Cee Nantana Ketpura | Jungen - Zenas Lam |

### Basketball
| Mädchen - Bronze - Briyona Canty - Andraya Carter - Amber Henson - Kiah Stokes | Jungen - Kyle Caudill - Angelo Chol - Sterling Gibbs - L.J. Rose |

### Bogenschießen
| Mädchen - Miranda Leek | Jungen - Benjamin Chu |

### Boxen
Jungen
- Joshua Temple

### Fechten
| Mädchen - Katharine Holmes Bronze Mixed - Mona Shaito - Celina Merza Silber Säbel Bronze Mixed | Jungen - Alexander Massialas Silber Florett Bronze Mixed - Will Spear Bronze Mixed |

### Gewichtheben
Mädchen
- Jessica Beed

### Judo
| Mädchen - Katelyn Bouyssou Gold Klasse bis 52 kg | Jungen - Max Schneider Gold Klasse bis 66 kg |

### Leichtathletik
| Mädchen - Shelby Ashe - Amber Bryant-Brock - Hannah Carson Bronze Speerwurf - Olivia Ekpone Bronze 200 m - Claudia Francis - Hadley Hancock - Sarah Howard - Myasia Jacobs Gold Staffellauf Silber 100 m - Le'Tristan Pledger Bronze Weitsprung - Robin Reynolds Gold 400 m Gold Staffellauf - Sarah Tolson - Trinity Wilson | Jungen - Devin Bogert Silber Speerwurf - Gregory Coleman - Najee Glass Bronze Weitsprung - Gunnar Nixon - Brandon Sanders - Tyler Sorenson - Reese Watson - Daniel Wong |

### Moderner Fünfkampf
| Mädchen - Anna Olesinski | Jungen - Nathan Schrimsher |

### Reiten
- Eirin Bruheim

### Ringen
| Mädchen - Jenna Burkett | Jungen - Quinton Murphy - Jordan Rogers Silber Freistil bis 76 kg - Luke Sheridan |

### Schwimmen
| Mädchen - Allie Roberts - Jordan Mattern - Kiera Janzen Gold 400 m Freistil - Kaitlyn Jones Gold 200 m Lagen Silber 200 m Rücken | Jungen - Austin Ringquist - Erich Peske - Steve Schmuhl - Thomas Stephens |

### Segeln
| Mädchen - Margot Samson | Jungen - Ian Stokes |

### Taekwondo
| Mädchen - Jessie Bates Bronze Klasse bis 49 kg - Michelle Silva | Jungen - Gregory English Bronze Klasse bis 48 kg |

### Tischtennis
Mädchen
- Ariel Hsing

### Triathlon
| Mädchen - Kelly Whitley Bronze Einzel Bronze Mixed-Staffel | Jungen - Kevin McDowell Silber Einzel Bronze Mixed-Staffel |

### Turnen
| Mädchen - Hunter Brewster - Polina Kozitskiy - Savannah Vinsant | Jungen - Jesse Glen |

### Volleyball
Mädchen
- Silber
- Samantha Cash
- Crystal Graff
- Micha Hancock
- Jade Hayes
- Christina Higgins
- Madison Kamp
- Madison Mahaffey
- Elizabeth McMahon
- Katie Mitchell
- Tiffany Morales
- Olivia Okoro
- Taylor Simpson

### Wasserspringen
| Mädchen - Annika Lenz | Jungen - Michael Hixon Bronze Kunstspringen 3 m |